# Tomasz Darski
Tomasz Darski (ur. 26 kwietnia 1962 we Wrocławiu) – kanadyjkarz, olimpijczyk z Barcelony 1992, zawodnik Ślęzy Wrocław.

Był ośmiokrotnym mistrzem Polski w konkurencjach:
- C-1 na dystansie 1000 m w roku 1990
- C-2 na dystansie 500 m w latach 1990 - 1992
- C-2 na dystansie 1000 m w latach 1990 - 1992
- C-4 na dystansie 500 m w roku 1990

Na igrzyskach olimpijskich w 1992 roku odpadł w eliminacjach w konkurencji C-1 na 1000 m oraz w C-2 na dystansie 500 m.